# Меленецька сільська рада
Меленецька сільська рада — колишня адміністративно-територіальна одиниця та орган місцевого самоврядування у Любарському і Дзержинському районах Житомирської і Бердичівської округ, Вінницької й Житомирської областей Української РСР та України з адміністративним центром у с. Меленці.

## Населені пункти
Сільській раді були підпорядковані населені пункти:
- с. Меленці
- с. Виноградівка

## Населення
Кількість населення ради, станом на 1923 рік, становила 2 117 осіб, кількість дворів — 505.
Відповідно до перепису населення СРСР, станом на 17 грудня 1926 року, чисельність населення ради становила 2 435 осіб, з них, за статтю: чоловіків — 1 180, жінок — 1 255; етнічний склад: українців — 2 051, росіян — 2, євреїв — 10, поляків — 372. Кількість господарств — 595, з них, несільського типу — 7.
Відповідно до результатів перепису населення СРСР, кількість населення ради, станом на 12 січня 1989 року, становила 659 осіб.
Станом на 5 грудня 2001 року, відповідно до перепису населення України, кількість мешканців сільської ради становила 551 особу.

## Склад ради
Рада складалась з 12 депутатів та голови.

### Керівний склад сільської ради
| ПІБ                           | Основні відомості                                                 | Дата обрання | Дата звільнення |
| ----------------------------- | ----------------------------------------------------------------- | ------------ | --------------- |
| Ткаченко Олександр Григорович | Сільський голова, 1971 року народження, освіта, безпартійний      | 26.03.2006   | 31.10.2010      |
| Ткаченко Олександр Григорович | Сільський голова, 1971 року народження, освіта вища, безпартійний | 31.10.2010   |                 |

Примітка: таблиця складена за даними джерела

## Історія
Створена 1923 року в складі сіл Війтівці, Меленці та урочища Заруда Ново-Чорторийської волості Полонського повіту Волинської губернії. Станом на 17 грудня 1926 року в підпорядкуванні значилися хутори Бузиново, Загібра, Кут та виселок Романів. У 1941 році с. Війтівці (згодом — Виноградівка) та х. Бузунів увійшли до складу новоствореної Війтовецької (згодом — Виноградівська) сільської ради Любарського району. На 1 жовтня 1941 року хутори Загібра, Заруда, Кут та вис. Романів не перебували на обліку населених пунктів.
Станом на 1 вересня 1946 року сільська рада входила до складу Любарського району Житомирської області, на обліку в раді перебувало с. Меленці.
11 серпня 1954 року, відповідно до указу Президії Верховної ради Української РСР «Про укрупнення сільських рад по Житомирській області», до складу ради приєднано с. Виноградівка та х. Нова Зірка ліквідованої Виноградівської сільської ради Любарського району. 29 червня 1960 року, відповідно до рішення Житомирського облвиконкому № 683 «Про об'єднання деяких населених пунктів в районах області», х. Нова Зірка і селище залізничної станції Разіне об'єднано в один населений пункт — с. Разіне. 11 грудня 1961 року, відповідно до рішення Житомирського ОВК «Про часткову зміну границь адміністративного поділу Любарського, Чуднівського та Дзержинського районів в зв'язку з ліквідацією недоліків в землекористуванні колгоспів», с. Разіне передане до складу Романівської сільської ради Дзержинського району.
На 1 січня 1972 року сільська рада входила до складу Любарського району Житомирської області, на обліку в раді перебували села Виноградівка та Меленці.
Виключена з облікових даних 20 листопада 2017 року через об'єднання до складу Любарської селищної територіальної громади Любарського району Житомирської області.
Входила до складу Любарського (7.03.1923 р., 4.01.1965 р.) та Дзержинського (30.12.1962 р.) районів.